# Lista chorążych reprezentacji Nauru na igrzyskach olimpijskich
Lista chorążych reprezentacji Nauru na igrzyskach olimpijskich – lista zawodników i zawodniczek reprezentacji Nauru, którzy podczas ceremonii otwarcia nowożytnych igrzysk olimpijskich nieśli flagę Nauru.
Chorążymi reprezentacji Nauru przeważnie zostawali sztangiści. Dwukrotnie był nim Marcus Stephen, a raz Yukio Peter. Również dwukrotnie, flagę Nauru niósł Itte Detenamo.

## Chronologiczna lista chorążych
| Lp. | Rok i miejsce        | Chorąży             | Dyscyplina           |
| --- | -------------------- | ------------------- | -------------------- |
| 1.  | 1996, Atlanta        | Marcus Stephen      | Podnoszenie ciężarów |
| 2.  | 2000, Sydney         | Marcus Stephen      | Podnoszenie ciężarów |
| 3.  | 2004, Ateny          | Yukio Peter         | Podnoszenie ciężarów |
| 4.  | 2008, Pekin          | Itte Detenamo       | Podnoszenie ciężarów |
| 5.  | 2012, Londyn         | Itte Detenamo       | Podnoszenie ciężarów |
| 6.  | 2016, Rio de Janeiro | Elson Brechtefeld   | Podnoszenie ciężarów |
| 7.  | 2020, Tokio          | Nancy Genzel Abouke | Podnoszenie ciężarów |
| 7.  | 2020, Tokio          | Jonah Harris        | Lekkoatletyka        |